# Parc national Great Sandy
Le parc national Great Sandy, (en anglais : Great Sandy National Park), est un parc national australien situé dans le sud-est du Queensland, dans la région de Wide Bay-Burnett, établi en 1971.
Il est constitué de deux aires discontinues, l'une sur le continent australien entre Noosa Heads et Rainbow Beach, l'autre sur l'île Fraser, dont il recouvre une grande partie.
La section de Cooloola du parc a été proposée en 2010 pour une inscription au patrimoine mondial et figure sur la « liste indicative » de l’UNESCO dans la catégorie patrimoine naturel.